# Youssef Safri
Youssef Safri (Casablanca, 3 januari 1977) is een Marokkaans voormalig voetballer die voornamelijk als middenvelder speelde. Hij speelde tussen 2000 en 2009 ruim 76 interlands voor Marokko waarin hij acht keer scoorde.

## Erelijst
Raja Casablanca
- Botola Pro: 1997/98, 1998/99, 1999/00, 2000/01
- CAF Champions League: 1999
- CAF Super Cup: 2000

 Qatar SC
- Qatar Crown Prince Cup: 2009